# Похвала тени
«Похвала те́ни» (яп. 陰翳礼讃) — эссе  японского писателя Дзюнъитиро Танидзаки. Впервые опубликовано в 1933 году. Эссе представляет собою законченное изложение эстетических взглядов Танидзаки, его трактование вопроса о том, что такое красота в её отношении к человеку.

## Содержание
Эссе состоит из 16 разделов. Рассмотрение японской эстетики происходит без исключения тех изменений, которые происходили в Японии конца XIX века в связи с реставрацией Мэйдзи. Танидзаки использует метафоры «света» и «тени» для сопоставления современной европейской и японской культур, их «духа основ» (компон-но сэйсин). Европейская культура, в своём стремлении к прогрессу, представлена как культура, находящаяся в непрерывном поиске света и ясности, в то время как тонкие и приглушённые формы восточного искусства и литературы воспринимаются Танизаки как представление тени и тонкости, тесно связанного с традиционной японской концепцией саби. Кроме того, к контрасту света и тени, Танидзаки добавляет слоистые тона различных разновидностей теней и их интенсивности, чтобы дать большую выразительность различным изделиям, таким как золотое шитьё, патина. Важным является описание достоинства неотполированных поверхностей, традиционно применяемых в японском быте и искусстве (например, дерево), в противовес глянцевым, блестящим покрытиям, которые при совмещении, по мнению Танидзаки, нарушают гармонию.
В тексте представлены размышления писателя о японской архитектуре и её элементах, ремёслах, еде, косметике, предметах декоративно-прикладного искусства. Танидзаки исследует вопрос использования пространства в зданиях, проблемы японского домостроения в современных технических условиях.
Одной из наиболее важных тем, затронутых Танидзаки, является проблема отношения культур Востока и Запада, насущной для Японии в начале XX века, тема выбора пути развития Японии как цивилизации.

### Домостроительство
Танидзаки на основе собственного опыта и опыта друга разбирает тонкости, связанные со строительством и внутренним устройством японского дома. В центре внимания находятся части дома, которые объединяют «свет» и «тьму» в одном доме: освещение, отопление и сёдзи. Трудности обустройства автор связывает с попыткой совместить традиционный японский уклад жизни, его бытовые атрибуты и японский вкус с практичностью, пришедшей из Европы.

### Японские уборные
В этом разделе описываются туалеты храмов в Киото и Нара, контрастирующие с японским чайным домом и Западной керамикой. По мнению Танидзаки, «из всех построек японского типа уборная наиболее удовлетворяет поэтическому вкусу», потому что японские уборные устроены таким образом, чтобы в них можно было отдыхать душой. Это связывается с расположением (японские уборные находятся в отдалении от главной части дома, соединены уборная и главная часть дома только коридором), с окружающей местностью (часто уборные располагаются «где-нибудь в тени древонасаждений, среди ароматов листвы и мха») и с внутренним устройством уборной (дерево в качестве строительного материала, полумрак, окно с видом на небо или сад, обязательные чистота и тишина). Всё это, по мнению автора, настраивает на мечтательный лад, даёт возможность любоваться голубым небом, зелёной листвой, луной. В своём отношении к устройству уборных Танидзаки не видит ничего предосудительного и считает, что отношение японцев к этому учреждению «гораздо разумнее и несравненно эстетичнее», в сравнении с европейцами, считающих уборную нечистым местом и «избегающими даже упоминать это слово в обществе».

### Япония как самобытная техническая культура
Сравнивая современное западное освещение (электрические лампы, печки) с традиционными бумажными фонарями, Танидзаки поднимает вопрос о самостоятельном развитии Японии в науке, технике, искусстве, литературе. Звучит первая критика адаптации к западным достижениям и подражания им. Автор углубляется в критику перенятых достижений, не адаптированных к японским потребностям. Танизаки выступает за самостоятельное японское развитие, с помощью которого японцы могли бы придерживаться своего пути, продолжить почти тысячелетнюю традицию и раскрыть свой особый, самобытный мир.

## Значение
«Похвала тени» считается классической работой по японской эстетике, после выхода принесшей своему автору «немалую литературную славу не только среди его японских земляков». В своей работе Танидзаки говорит «не только о необходимости сочетать сочетамое и не сочетать несочетамое, идет ли речь об убранстве дома или о формах искусства, но и о правильном отношении прошлого и настоящего, восточного и западного». Влияние работы «Похвала тени» отмечается в современной экологической эстетике, особенно в работах авторов из Японии (например, Юрико Сайто, Кэнъити Сасаки).